# Женщина с пучком волос
«Женщина с пучком волос» (кат. La dona del floc de cabells) — акварель «голубого» периода Пабло Пикассо, написанная в 1903 году в Барселоне.

## История создания
В январе 1903 года Пикассо вернулся в Барселону и снял студию своего друга Анхеля Фернандеса де Сото в доме № 17 по улице Риера-де-Сан-Хоан (Riera de Sant Joan). Эту же студию он делил с художником Карлосом Касагемасом тремя годами ранее. Вполне возможно, что Пикассо прибыл в Барселону, чтобы посетить выставку в галерее Парес (Sala Parés), где были выставлены работы Изидре Нонела — портреты барселонских бедняков.
Так и в этой картине Пабло Пикассо обращается к социальной тематике, однако «Женщина с пучком волос» представляет собой не обвинение общества в социальном неравенстве, а лишь взгляд художника на людей из маргинальных слоёв. Как и в некоторых других работах, видение Пикассо не лишено оттенка поэтичности. Художник изобразил женщину не в привычной для неё обстановке, а на нейтральном фоне. Гнетущую атмосферу бедности создаёт голубой цвет, «пропитывающий» фон и заполняющий фигуру женщины. Это напоминает портреты цыганок Нонела на тёмном мглистом фоне, насыщенные глубокими, словно мерцающими изнутри красками.
Фигура женщины очерчена пастелью, что придаёт ей рельефность. Лицо её спокойно, но вместе с тем не без смелости и внутренней силы. Тёмные глаза безжизненны, взгляд устремлён за горизонт и выражает безразличие тех, у кого в жизни ничего не осталось.

## Выставки
- «Picasso in Istanbul». Sabanci University Sakip Sabanci Museum, Стамбул. 24.11.2005 — 26.03.2006
- «El nacimiento de un genio, Museu Picasso, Barcelona». The Ueno Royal Museum, Токио. 21.09.2002 — 08.12.2002
- «Picasso. La metamorphose de l’homme». Musée d’Art Moderne, Балинген. 22.06.2000 — 24.09.2000
- «Steinlen i l'època del 1900». Museu Picasso, Барселона. 29.02.2000 — 28.05.2000
- «Steinlen et l’epoque 1900». Musées d’Art et d’Histoire, Женева. 23.09.1999 — 30.01.2000